# Cecilius Calvert
Pour les articles homonymes, voir Calvert.
Cecilius Calvert (8 août 1605 – 30 novembre 1675), 2e baron Baltimore, communément appelé Cecil, est un colonisateur anglais qui est le premier propriétaire de la province du Maryland. Il reçoit l'acte de propriété qui est destiné à son père, George Calvert, le premier baron de Baltimore, qui meurt peu de temps après qu'il lui ait été accordé.

## Les débuts
Cecilius Calvert, dont le prénom était épelé Cæcilius, ou Caecilius, est marié à Anne Arundell (en), fille de Thomas Arundell, en 1627 ou 1628.
Calvert est l'un des premiers investisseurs catholiques à exercer un rôle important dans les colonies américaines, qui étaient alors dominées par l'influence des sectes puritaines.

## Sources
- Browne, William Hand (1890). George Calvert and Cecilius Calvert: Barons Baltimore of Baltimore. New York: Dodd, Mead, and Company.
- Krugler, John D. (2004). English and Catholic: The Lords Baltimore in the 17th Century. Baltimore: Johns Hopkins University Press. [ (ISBN 0-8018-7963-9)]